# Skalička (ort i Tjeckien, Olomouc, lat 49,87, long 16,85)
Skalička är en ort i Tjeckien.   Den ligger i regionen Olomouc, i den östra delen av landet, 180 km öster om huvudstaden Prag. Skalička ligger 373 meter över havet och antalet invånare är 549.
Terrängen runt Skalička är kuperad åt nordväst, men åt sydost är den platt. Terrängen runt Skalička sluttar österut. Runt Skalička är det ganska tätbefolkat, med 124 invånare per kvadratkilometer. Närmaste större samhälle är Zábřeh, 2,4 km nordost om Skalička. I omgivningarna runt Skalička växer i huvudsak blandskog.